# Rhynchoedura ornata
Rhynchoedura ornata är en ödleart som beskrevs av  Günther 1867. Rhynchoedura ornata ingår i släktet Rhynchoedura och familjen geckoödlor. Inga underarter finns listade i Catalogue of Life.